# 할라 (사타바하나)
할라(기원후 20~24년경)는 오늘날의 데칸 지역을 통치한 사타바하나 왕조의 왕이다. 마츠야 푸라나에서는 그를 사타바하나 왕조의 17대 통치자로 언급하고 있다.
릴라바이의 코할라가 쓴 마하라슈트라 프라크리트어 시(서기 800년경)에는 심할라드비파(오늘날의 스리랑카로 확인됨)의 공주와의 로맨스가 묘사되어 있다. 할라의 군대 총사령관이었던 비자야난다는 실론에서 성공적인 원정을 이끌었다. 돌아오는 길에 그는 사프타 고다바리 비맘에 머물렀다. 이곳에서 그는 실론 왕의 아름다운 딸 릴라바이에 대해 알게 되었다. 그는 그녀의 이야기를 할라 왕에게 들려주었으며, 할라 왕은 릴라바이를 구해 결혼시켰다.
할라는 마하라슈트라 프라크리트어 시 선집인 가하 사타사이(산스크리트어: गाथासप्तशती 가타 사프타사티)를 편찬한 것으로 유명하지만, 언어학적 증거로 볼 때 현재 남아 있는 작품은 이후 1~2세기 동안 재편집된 것으로 보인다.